# 7 de noviembre
El 7 de noviembre es el 311.º (tricentésimo undécimo) día del año en el calendario gregoriano y el 312.º en los años bisiestos. Quedan 54 días para finalizar el año.

## Acontecimientos
- 680: en Constantinopla comienza el Sexto Concilio Ecuménico de la Iglesia Católica.
- 1519: en Toledo los jefes comuneros presentan el Primer Manifiesto a los castellanos contra la política de Carlos I.
- 1659: se firma el Tratado de los Pirineos entre Mazarino, en representación francesa, y don Luis de Haro, en representación española. España pierde el Rosellón menos la villa de Llivia.
- 1665: en Londres (Inglaterra) se publica por primera vez el periódico The London Gazette.
- 1723: en Rusia se funda oficialmente la ciudad de Ekaterimburgo, en el día en que las primeras minas de hierro de los Urales entraron en funcionamiento.
- 1799: las tropas revolucionarias francesas se apoderan de Bélgica, tras la batalla de Jammapes, ganada a los austríacos.
- 1808: en República Dominicana se libra la batalla de Palo Hincado, que pone fin al control francés en la isla de la Española, y marca el inicio del período conocido como «España boba».
- 1810: en Bolivia se libra la batalla de Suipacha.
- 1811: en el territorio del actual Estados Unidos, guerreros originarios bajo el mando de Tenskwatawa atacan a las tropas de William Henry Harrison, dando comienzo a la batalla de Tippecanoe.
- 1813: en el marco de la Guerra de la Independencia, el Ejército anglo-luso-español de Wellington penetra en Francia en persecución del ejército francés.
- 1817: en Santander (Colombia) se funda el municipio de Floridablanca.
- 1822: en Madrid (España), el poeta Manuel José Quintana inaugura la Universidad de Madrid, denominada desde 1850 Universidad Central y después Universidad Complutense de Madrid.
- 1823: En la Plaza de la Cebada de Madrid es ahorcado públicamente Rafael del Riego después de que los Cien Mil hijos de San Luis, en apoyo al absolutismo de Fernando VII, sofocaran el régimen constitucional y liberal que había liderado desde 1820.

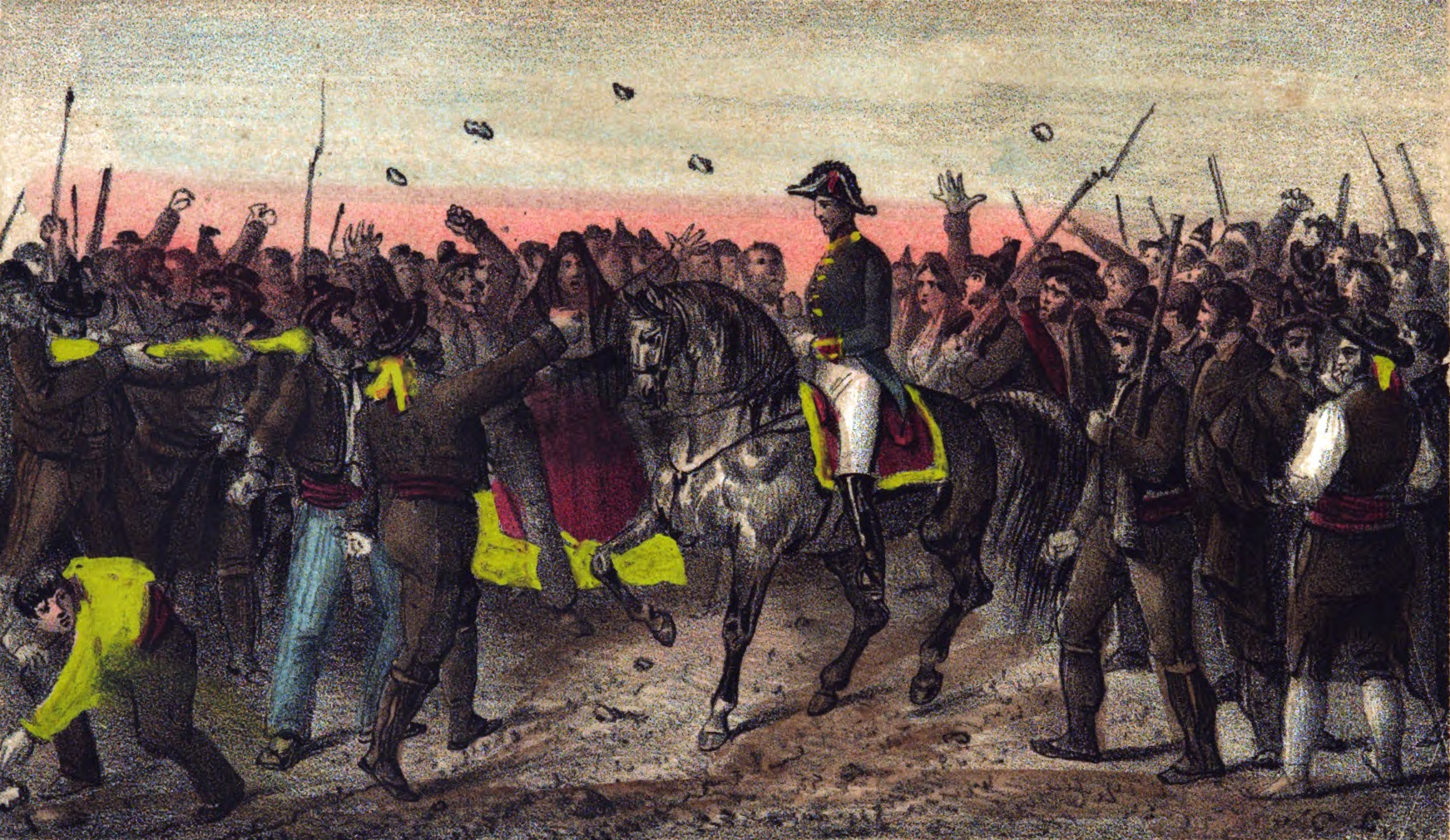
Riego conducido por los realistas a la cárcel de La Carolina (1835).

- 1833 (26/09/04 año de Tenpo): en las antiguas provincias Noto y Shinano (Japón) al mediodía, un terremoto y un tsunami dejan «muchos muertos». (Posiblemente sea el mismo terremoto que el 26/10/04 año de Tenpo, un mes después).
- 1841: en Madrid se subleva un regimiento encabezado por los generales Concha y León, que asaltó el Palacio Real para apoderarse de la reina Isabel II de España. Los rebeldes fueron vencidos.
- 1847: El Salvador, Honduras y Nicaragua firman la conferencia unionista centroamericana conocida como Pacto de Nacaome y establecen un gobierno provisional con sede en Tegucigalpa.
- 1858: en la República de Perú el presidente Ramón Castilla es reelegido, después de haber dominado una revolución a principios de año.
- 1867: en la República Dominicana se inicia un movimiento político que origina el régimen absolutista llamado Régimen de los Seis Años.
- 1873: en la Guerra de los Diez Años, los cubanos dirigidos por Máximo Gómez Báez, baten a las tropas españolas en La Sacra.
- 1879: Gregorio Luperón ocupa la Presidencia de la República Dominicana y comienza el período de los gobiernos azules.
- 1882: España, Martina Castells Ballespí es la primera mujer que recibe la investidura de Doctor en Medicina en ese país.
- 1886: en Cuba se abole la esclavitud.
- 1892: en Venezuela el general Joaquín Crespo asume el poder ejecutivo.
- 1907: en Santo Domingo es fundado el equipo de béisbol Tigres del Licey.
- 1913: en Argentina se adoptó el brevet de aviador militar, diseñado por Jorge Lubary, integrante del Aero Club Argentino, tanto para el personal que presta servicios en la Escuela de Aviación Militar como para los alumnos que obtengan el diploma de aviador militar.[1]
- 1917: en el marco de la Revolución rusa, los líderes bolcheviques Vladimir Lenin y León Trotski[2] ocupan puestos estratégicos en Petrogrado, dando así comienzo efectivo a la revolución. A veces se la llama Revolución de octubre porque, de acuerdo con el calendario juliano que se utilizaba todavía en Rusia, ocurrió el 25 de octubre.
- 1917: en el marco de la Primera Guerra Mundial, termina la tercera batalla de Gaza: fuerzas del Reino Unido conquistan Gaza al Imperio otomano.
- 1920: El patriarca Tikhon de Moscú emite un decreto que conduce a la formación de la Iglesia Ortodoxa Rusa fuera de Rusia.
- 1929: en Nueva York (Estados Unidos) se abre al público el MoMA (Museo de Arte Moderno de Nueva York).
- 1938: en Cabra (provincia de Córdoba, España) se produce un ataque aéreo durante la guerra civil, realizado por la aviación republicana, que produce 109 muertos y más de 200 heridos.

- 1940: en Estados Unidos, colapsa el puente Tacoma-Narrow.
- 1941: durante la Batalla de Moscú y pese a encontrarse bajo asedio, Stalin ordena que se realice el tradicional desfile conmemorativo de la Revolución de Octubre durante la Segunda Guerra Mundial.
- 1941: El buque hospital soviético Armeniya es hundido por aviones alemanes mientras evacuaba a refugiados, militares heridos y personal de varios hospitales de Crimea. Se estima que más de 5.000 personas murieron en el naufragio.
- 1944: En la prisión de Sugamo (Tokio), el espía soviético Richard Sorge, veterano de la Primera Guerra Mundial , es ahorcado junto con 34 miembros de su grupo por sus captores japoneses.
- 1944: Franklin D. Roosevelt es elegido para un cuarto mandato como Presidente de los Estados Unidos en las elecciones presidenciales de Estados Unidos de 1944.
- 1945: México se integra a la ONU.
- 1949: en Costa Rica se aprueba la Constitución que rige actualmente.
- 1963: en Alemania Occidental, once mineros son rescatados tras catorce días bajo tierra en el llamado milagro de Lengede.
- 1970: el púgil argentino Carlos Monzón vence por nocaut en el duodécimo asalto a Nino Benvenuti y se consagra campeón mundial de la categoría mediano. La contienda se celebró en Roma.
- 1970: en Madrid (España), escape radiactivo de un complejo cívico-militar de investigación nuclear que contamina los ríos Manzanares, Jarama y Tajo.
- 1978: el político español Felipe González Márquez es nombrado vicepresidente de la Internacional Socialista.
- 1986: en Rosario (Argentina), el psicópata Walter De Giusti asesina a las abuelas del músico rosarino Fito Páez.
- 1987: en Nueva York (Estados Unidos), el científico español Federico Mayor Zaragoza es nombrado director general de la Unesco.
- 1991: el baloncestista estadounidense Magic Johnson anuncia que está infectado del virus VIH que causa el sida.
- 1996: lanzamiento de la sonda a Marte Mars Global Surveyor.
- 1998: aterriza el transbordador espacial Discovery en el que se encuentra el astronauta español Pedro Duque.
- 2000: en los Estados Unidos, la banda británica de rock alternativo Coldplay, lanza al mercado su álbum debut de estudio titulado Parachutes.
- 2001: en Quito, la selección de fútbol de Ecuador clasifica por primera vez a una Copa del Mundo tras igualar a un gol con Uruguay, con gol de Iván Kaviedes.
- 2003: el Carnaval de Barranquilla (Colombia) fue concedido por la Unesco (en París) Obra Maestra del Patrimonio Oral e Intangible de la Humanidad.
- 2005: en Santiago de Chile, el expresidente peruano Alberto Fujimori es detenido (cuando planeaba regresar al Perú) por orden del Poder Judicial chileno, que emitió un auto de detención en su contra.
- 2005: en España, el canal de televisión Canal + cancela sus transmisiones analógicas. Su frecuencia es ocupada por Cuatro. En ese momento ambas empresas eran propiedad de Sogecable. Canal + continuó su emisión vía satélite.
- 2008: es publicado el álbum Keeps Gettin' Better: A Decade of Hits de Christina Aguilera.
- 2010: en Barcelona (España), el papa Benedicto XVI ―durante su segundo viaje a España― consagra el Templo Expiatorio de la Sagrada Familia como basílica menor.
- 2012: frente a las costas de Guatemala, un terremoto de 7,3 grados en la escala de Richter causa 50 muertes.[3]
- 2020: Joe Biden gana las elecciones presidenciales de Estados Unidos de 2020 después de 4 días.

## Nacimientos
- 60: Keikō, emperador japonés (f. 130).
- 630: Constante II, emperador bizantino (f. 668).
- 994: Ibn Hazm, filósofo, teólogo y poeta hispanoárabe (f. 1064).
- 1579: Juan de Peñalosa y Sandoval, pintor español (f. 1633).
- 1598: Francisco de Zurbarán, pintor español (f. 1664).

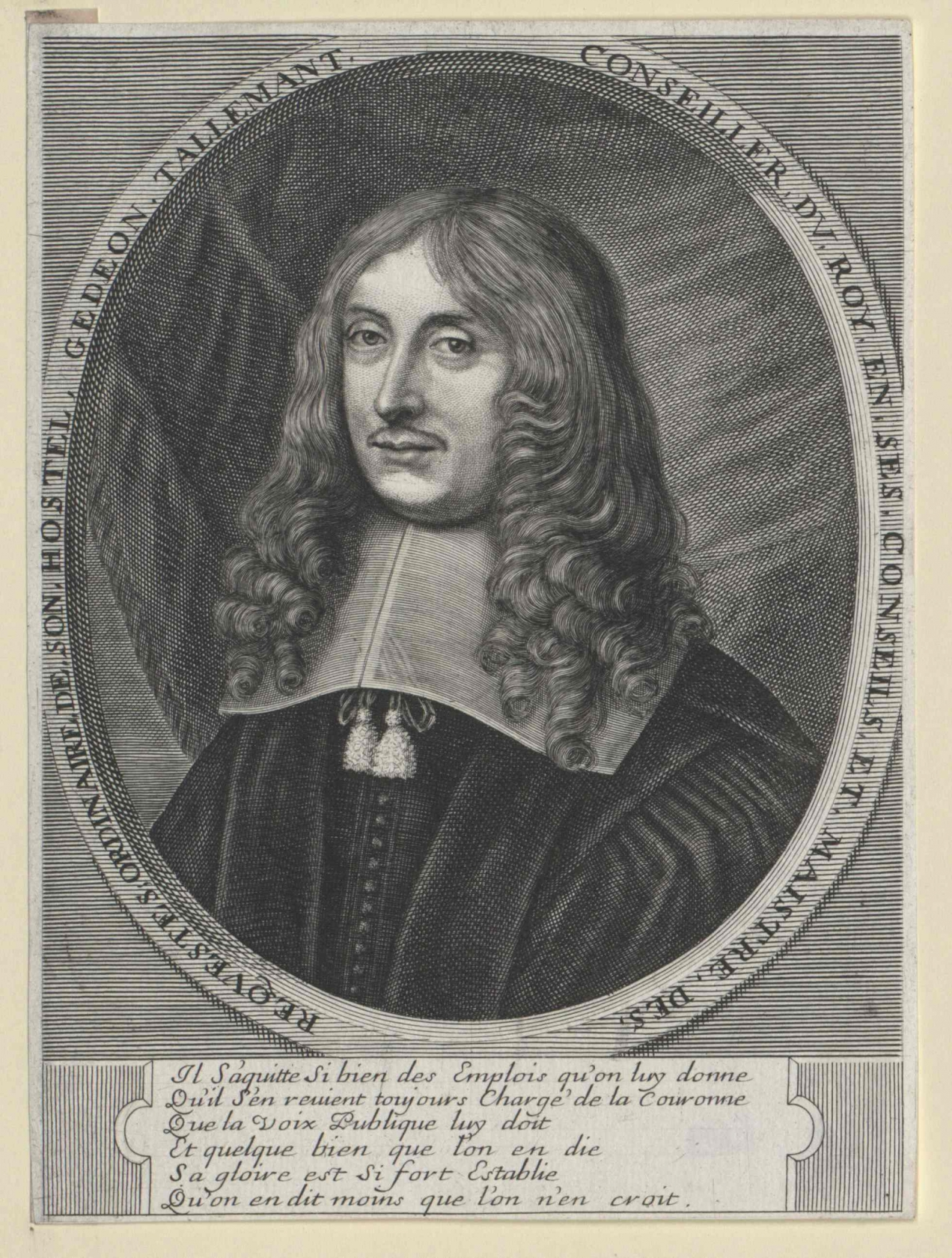
Gédéon Tallemant des Réaux.

- 1619: Gédéon Tallemant des Réaux, escritor y poeta francés (f. 1692).
- 1777: José Félix Bogado, militar argentino de origen paraguayo (f. 1829).
- 1784: Friedrich Kalkbrenner, pianista y compositor alemán (f. 1849).
- 1786: Francisco Andrevi, compositor español (f. 1853).
- 1833: Rafael Pombo, escritor y diplomático colombiano (f. 1912).
- 1838: Auguste Villiers de L'Isle-Adam, escritor francés (f. 1889).
- 1861: Lesser Ury, pintor alemán (f. 1931).
- 1863: Julián del Casal, poeta cubano, uno de los máximos exponentes de la literatura modernista en español (f. 1893).

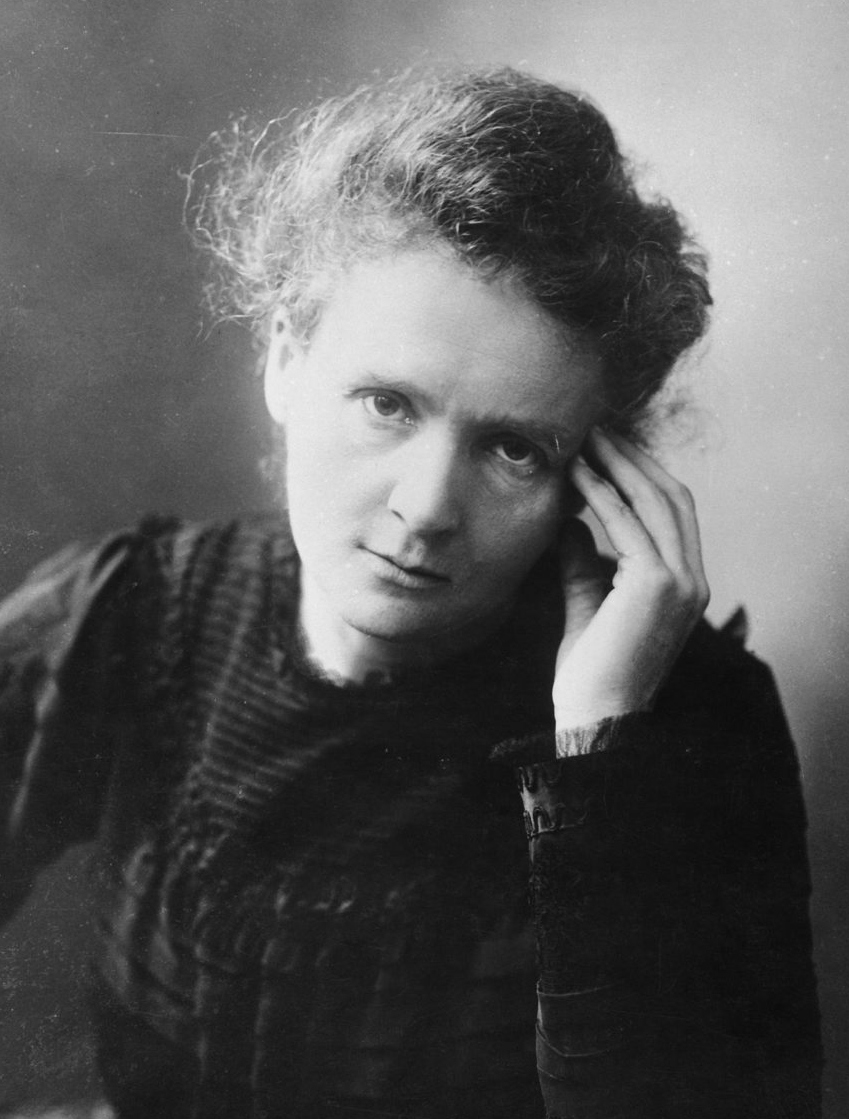
Marie Curie.

- 1867: Marie Curie, química y física polaca, premio nobel de física en 1903 y de química en 1911 (f. 1934).
- 1878: Lise Meitner, física austríaca (f. 1968).
- 1879: León Trotski, revolucionario y filósofo ruso (f. 1940).
- 1886: Aron Nimzowitsch, ajedrecista danés de origen letón (f. 1935).
- 1888: Chandrasekhara Raman, físico indio, premio nobel de física en 1930 (f. 1970).
- 1889: Ramón F. Iturbe, militar y político mexicano (f. 1970).
- 1891: Luis Concha Córdoba, Cardenal colombiano (f. 1975).
- 1893: Leatrice Joy, actriz estadounidense (f. 1985).
- 1894: Luis Chamizo Trigueros, escritor español (f. 1945).
- 1896: Aquiles Cuadra, abogado español (f. 1939).
- 1897: Herman J. Mankiewicz, guionista estadounidense (f. 1953).
- 1900: Nellie Campobello, bailarina y escritora mexicana (f. 1986).
- 1903: Dean Jagger, actor estadounidense (f. 1991).
- 1903: Konrad Lorenz, zoólogo austríaco, premio nobel de medicina en 1973 (f. 1989).
- 1903: Pepe Marchena (Niño de Marchena), cantaor de flamenco español (f. 1976).
- 1906: Jean Leray, matemático francés (f. 1998).
- 1908: Emilio Ballagas, poeta cubano (f. 1954).
- 1910: Demetrio Vallejo, líder obrero y político mexicano (f. 1985).
- 1911: Ángeles Santos, pintora y artista gráfica española (f. 2013)
- 1911: Juan Segura de Lago, arquitecto español (f. 1972).

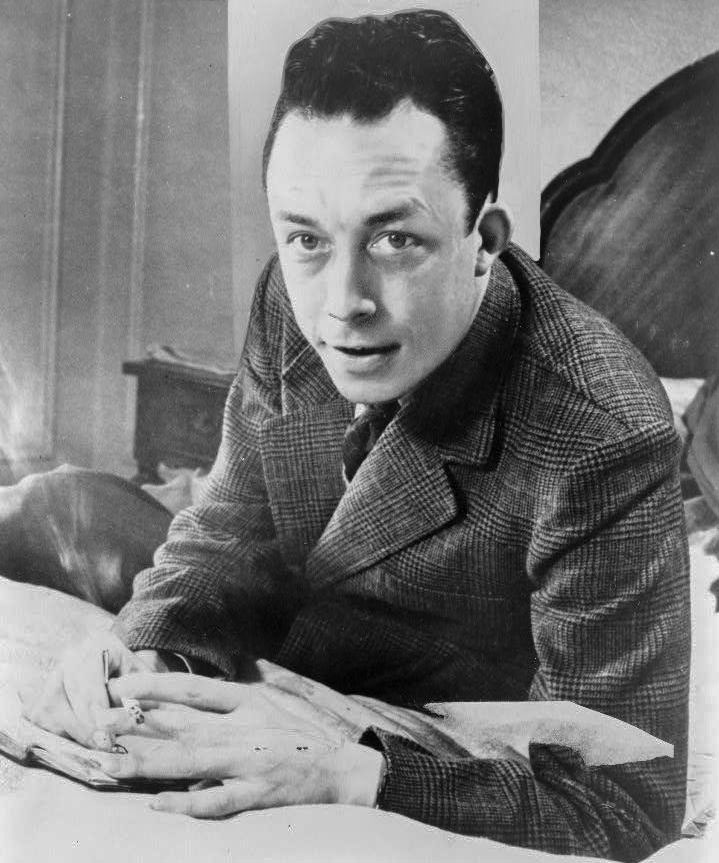
Albert Camus.

- 1913: Albert Camus, escritor y filósofo francés, premio nobel de literatura en 1957 (f. 1960).
- 1914: Enrique Ortúzar, jurista y político chileno (f. 2005).
- 1916: Clementina Díaz y de Ovando, historiadora y escritora mexicana (f. 2012).
- 1916: Rayén Quitral, soprano chilena (f. 1979)
- 1918: Billy Graham, evangelista y empresario estadounidense (f. 2018)
- 1919: Rafael Galván, político mexicano (f. 1980).
- 1919: Tamara Konstantínova, aviadora militar soviética y Heroína de la Unión Soviética (f. 1999)
- 1919: Ellen Stewart, directora y productora de teatro estadounidense (f. 2011).
- 1920: Ignacio Eizaguirre, futbolista español (f. 2013).
- 1920: Elaine Morgan, escritora galesa (f. 2013).
- 1920: Joan Perucho, escritor y periodista español (f. 2003).
- 1920: Marion Pritchard, trabajadora social neerlandesa (f. 2016).
- 1921: Manuel Fernández Álvarez, historiador español (f. 2010).
- 1922: Francisco Porrúa, editor y traductor literario hispanoargentino (f. 2014).
- 1926: Joan Sutherland, soprano australiana (f. 2010).
- 1927: Hiroshi Yamauchi, empresario japonés (f. 2013).
- 1929: Eric Kandel, científico austríaco, premio nobel de medicina en 2000.
- 1929: Jesús de Polanco, empresario español (f. 2007).
- 1930: Mario Orellana Rodríguez, Premio Nacional de Historia y Arqueólogo chileno (f.2021).
- 1933: Ernesto Gómez Cruz, actor mexicano (f. 2024).
- 1934: Mónica Cahen D'Anvers, periodista argentina.
- 1936: Gwyneth Jones, soprano británica.
- 1938: Barry Newman, actor estadounidense (f. 2023).
- 1940: Antonio Skármeta, escritor chileno (f. 2024).
- 1942: Leonardo Franco, músico uruguayo (f. 2015).
- 1942: André Vingt-Trois, cardenal francés (f. 2025).
- 1943: Joni Mitchell, cantante y pintora canadiense.
- 1943: Miguel Rellán, actor español.
- 1943: Michael Spence, economista canadiense-estadounidense.
- 1944: Luigi Riva, futbolista italiano (f. 2024).
- 1945: Rafael Humberto Moreno-Durán, escritor colombiano (f. 2005).
- 1947: Holmes Osborne, actor estadounidense.
- 1948: Alex Ribeiro, piloto de carreras brasileño.
- 1949: Kubero Díaz (Juan Fernando Díaz), guitarrista argentino de rock, de la banda Los Abuelos de la Nada.
- 1950: Lindsay Duncan, actriz británica.
- 1954: Carlos Arregui, futbolista argentino (f. 2023).
- 1956: Pedro Plascencia Salinas, pianista y compositor mexicano (f. 1994).
- 1957: Christopher Knight, actor estadounidense.
- 1959: Marcela Guerra Castillo, política mexicana.
- 1959: Alexandre Guimarães, futbolista y entrenador costarricense.
- 1960: Tommy Thayer, guitarrista estadounidense, de la banda Kiss.
- 1961: Friedrich Haider, director de orquesta y pianista austríaco.
- 1964: Dana Plato, actriz estadounidense (f. 1999).
- 1965: Sigrun Wodars, atleta alemana.
- 1965: Mike Henry, actor de voz y cómico estadounidense.
- 1967: Steve Digiorgio, músico estadounidense, de las bandas Sadus, Testament, Death y Iced Earth.
- 1967: Gustavo Gómez Córdoba, periodista colombiano.
- 1967: David Guetta, disc jockey francés de música electrónica.
- 1967: Daniel Rincón, periodista y actor colombiano.
- 1967: Sharleen Spiteri, cantante británico de la banda Texas.
- 1968: Jesús Martín Mendoza Arriola, periodista mexicano.
- 1968: Ignacio Padilla, escritor mexicano (f. 2016).
- 1968: Greg Tribbett, guitarrista estadounidense de la banda Mudvayne.
- 1969: Hélène Grimaud, pianista francesa.
- 1970: Neil Hannon, músico británico de la banda The Divine Comedy.
- 1970: Marc Rosset, tenista suizo.
- 1970: Morgan Spurlock, cineasta estadounidense.
- 1971: Robin Finck, músico estadounidense, actual guitarrista de la banda Guns N' Roses.
- 1971: Cynthia García, periodista argentina.
- 1972: Jason London, actor estadounidense.
- 1973: Caté, futbolista brasileño (f. 2011).
- 1973: Martín Palermo, futbolista argentino.
- 1973: Yoon-Jin Kim, actriz surcoreana.
- 1974: Florencia Peña, actriz argentina.
- 1976: Alberto Entrerríos, jugador de balonmano español.
- 1976: Mark Philippoussis, tenista australiano.
- 1977: Andres Oper, futbolista estonio.
- 1978: Mohamed Aboutrika, futbolista egipcio.
- 1978: Rio Ferdinand, futbolista británico.
- 1978: Jan Vennegoor of Hesselink, futbolista neerlandés.
- 1979: Danny Fonseca, futbolista costarricense.
- 1980: Gervasio Deferr, gimnasta español.
- 1980: Luciana Salazar, modelo argentina.
- 1981: Lily Thai, actriz estadounidense.
- 1982: Andrés Zuno, actor y cantante mexicano.
- 1983: Alberto Casado, cómico español.
- 1983: Adam DeVine, actor estadounidense.
- 1984: Amelia Vega, modelo dominicana, Miss Universo.
- 1985: Katherine Wang, actriz estadounidense de origen taiwanés.
- 1986: Dmitro Chigrinskiy, futbolista ucraniano.
- 1987: Jesús Carroza, actor español.
- 1987: Tatsuya Yamashita, futbolista japonés.
- 1988: Elsa Hosk, modelo sueca.
- 1988: Reid Ewing, actor estadounidense.
- 1989: Victoria Martín, cómica, presentadora de televisión y guionista española.
- 1989: Nadezhda Tolokónnikova, activista y artista integrante del colectivo ruso de punk-rock feminista Pussy Riot.
- 1990: David de Gea, futbolista español.
- 1991: Elías Aguilar, futbolista costarricense.
- 1992: Jürgen Damm, futbolista mexicano.
- 1993: Ronen Rubinstein, Actor y activista estadounidense.
- 1994: Benito Raman, futbolista belga.
- 1996: André Horta, futbolista portugués.
- 1996: Lorde, cantante neozelandesa.
- 1997: Kevin Mac Allister , futbolista argentino
- 1997: Minghao (The8), cantante y bailarín chino, integrante del grupo SEVENTEEN.
- 1998: Octavio Ocaña, actor mexicano (f. 2021).
- 2000: Anass Zaroury, futbolista marroquí.
- 2001: Amybeth McNulty, actriz irlandesa.

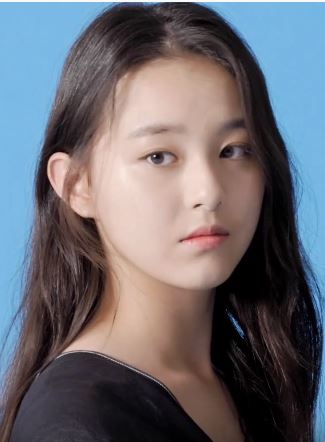
Park Ji-hoo

- 2003: Lara McDonnell, actriz irlandesa.
- 2003: Park Ji-hoo, actriz surcoreana.

## Fallecimientos
- 1067: Sancha Alfónsez de León, infanta y reina de León (n. c. 1018).
- 1713: Elizabeth Barry, actriz británica (n. 1658).
- 1773: Jacinto Castañeda, religioso y misionero español (n. 1743).
- 1823: Rafael del Riego, militar y político español (n. 1785).
- 1827: María Teresa Josefa de Austria, aristócrata austriaca (n. 1767).
- 1850: Manuel Salazar y Baquíjano, político y militar peruano (n. 1777).
- 1867: Joaquín Lorenzo Luaces, poeta y dramaturgo cubano (n. 1826).
- 1872: Alfred Clebsch, matemático alemán (n. 1833).
- 1907: Jesús García Corona, héroe mexicano (n. 1881).
- 1910: Florencio Sánchez, dramaturgo, periodista y anarquista uruguayo (n. 1875).
- 1913: Alfred Russel Wallace, geógrafo, botánico y naturalista británico (n. 1923).
- 1915: Orestes Pereyra, militar y político mexicano (n. 1861).
- 1925: William Cassels, misionero anglicano británico (n. 1858).
- 1928: Mattia Battistini, barítono italiano (n. 1856).
- 1934: Jules Visseaux, escultor francés (n. 1854).
- 1936: Monchín Triana, futbolista español (n. 1902).
- 1938: Charles Malato, escritor anarquista italo-francés (n. 1857).
- 1958: Antonio Royo Villanova, periodista español (n. 1869).
- 1959: Victor McLaglen, actor británico (n. 1886).
- 1960: Elvira Santa Cruz Ossa, periodista y escritora chilena (n. 1886).
- 1963: Nita Costa, política y filántropa brasileña (n. 1907).
- 1963: Gonzalo Vázquez Vela, político mexicano (n. 1893).
- 1967: John N. Garner, vicepresidente estadounidense (n. 1868).
- 1972: José Mallorquí, escritor español (n. 1913).
- 1973: Eduardo Armstrong, historietista chileno (n. 1932).
- 1974: Rodolfo Acosta, actor mexicano (n. 1920).
- 1974: Alfonso Leng, compositor chileno (n. 1894).
- 1976: Carlos Fonseca, profesor, político y revolucionario nicaragüense (n. 1936).
- 1978: Jorge Carrera Andrade, poeta ecuatoriano (n. 1903).
- 1978: Gene Tunney, boxeador estadounidense (n. 1897).
- 1980: Steve McQueen, actor estadounidense (n. 1930).
- 1988: Will Durant, historiador estadounidense (n. 1885).
- 1982: Salvador Contreras, compositor mexicano (n. 1910).
- 1983: Germaine Tailleferre, compositor francés (n. 1892).
- 1986: Alan Hewitt, actor estadounidense (n. 1915).
- 1989: Jan Skácel, poeta checoslovaco (n. 1922).
- 1991: Tom of Finland, artista finlandés (n. 1920).
- 1992: Alexander Dubček, político checoslovaco (n. 1921).
- 1992: Jack Kelly, actor estadounidense (n. 1927).
- 1994: Shorty Rogers, músico estadounidense de jazz (n. 1924).
- 1997: Mochín Marafioti, productor y musicalizador argentino, esposo de María Graña (n. 1944).
- 1999: Primo Nebiolo, dirigente deportivo italiano (n. 1923).
- 2000: Íngrid de Suecia, reina sueca (n. 1910).
- 2001: Delia Garcés, actriz argentina (n. 1919).
- 2003: Juanjo Menéndez, actor español (n. 1929).
- 2004: Howard Keel, actor estadounidense (n. 1919).
- 2006: Jean-Jacques Servan-Schreiber, periodista francés (n. 1924).
- 2007: Norman Erlich, actor y comediante argentino (n. 1932).
- 2007: Alejandra Meyer, actriz mexicana (n. 1937).
- 2009: Humberto Luis Rivas Ribeiro, fotógrafo argentino (n. 1937).[4]
- 2011: Gonzalo Figueroa Yáñez, abogado y académico chileno (n. 1929).
- 2011: Joe Frazier, boxeador estadounidense (n. 1944).
- 2011: Tomás Segovia, poeta hispanomexicano (n. 1927).
- 2012: Carmen Martínez Sierra, cantante lírica y actriz española (n. 1904).
- 2013: Amparo Rivelles, actriz española (n. 1925).
- 2013: Manfred Rommel, político alemán (n. 1928).
- 2014: Juan Alberto Taverna, futbolista argentino (n. 1948).
- 2015: Yitzjak Navón, dramaturgo y político israelí, presidente de Israel entre 1978 y 1983 (n. 1921).
- 2016: Leonard Cohen, poeta, novelista y cantante canadiense (n. 1934).
- 2017: Hans Schäfer, futbolista alemán (n. 1927)
- 2019: Margarita Salas, bioquímica española (n. 1938).
- 2020: Norm Crosby, comediante estadounidense (n. 1927).
- 2021: Dean Stockwell (85), actor de cine y televisión estadounidense (n. 1936).
- 2021: Astro, cantante británico (n. 1957).
- 2021: Enrique Rocha, actor y empresario mexicano (n. 1940).
- 2022: Leslie Phillips, actor de cine y televisión británico (n. 1924).
- 2023: Frank Borman, militar y astronauta estadounidense (n. 1928).

## Celebraciones
- Día Internacional de la Física Médica. En honor al natalicio de Marie Curie.

- Día Mundial del Spinning. Para destacar la popularidad y los beneficios del ciclismo indoor (puertas adentro). Este tipo de entrenamiento fue creado por Johnny G, un ciclista sudafricano que ideó el spinning como alternativa para mantenerse en forma durante el invierno en California.

- Día Mundial del Turrón. Para fomentar el consumo de este tradicional dulce mediterráneo. La fecha se debe a que la almendra con que se fabrican se recolecta en septiembre y los turrones se comienzan a elaborar en octubre. Para la primera semana de noviembre, ya están listos para ser vendido en ferias y mercados.

- Día del Retinol. Derivado de la vitamina A con propiedades regeneradoras y antiedad para la piel. Ayuda a reducir arrugas, líneas de expresión y manchas, mejorando la apariencia y textura de la piel.

Celebraciones compartidas
- Unión Europea: 
  - Día Europeo del Radón. Iniciativa que tiene como objetivo concientizar a la población sobre los peligros de este gas radioactivo, que se encuentra en niveles altos en algunos lugares de Europa. El radón es la segunda causa de cáncer de pulmón después del tabaco.

 Por países
(Por orden alfabético)
- Argentina: 
  - Día del Canillita.[5]
Un canillita es un vendedor callejero de periódicos y revistas, aunque también se puede atribuir la palabra a los puestos callejeros fijos.
  - Día del Periodista Deportivo.[6]En coincidencia con el Día del Canillita, se estableció en 1938 durante el Primer Congreso Nacional de Periodistas en Buenos Aires, llevado a cabo para conmemorar el trabajo de los periodistas deportivos y de los canillitas, que también festejan su día en esta fecha.

- Bielorrusia: 
  - Día de la Revolución de Octubre.[7]

- Costa Rica: 
  - Día Nacional de la Democracia. Para honrar a los costarricenses que salieron con armas a defender el proceso electoral, este día de 1889.

- Estados Unidos: 
  - Día Nacional del Chocolate Agridulce con Almendras.
(en inglés: National Bittersweet Chocolate with Almonds Day).
  - Día Nacional del Abrazo de un Oso.
(en inglés: National Hug A Bear Day).
  - Día Nacional de los Alimentos Ricos en Fibra.

- México:
  - Día del Ferrocarrilero y del Tren. Fecha elegida para recodar a Jesús García Corona, maquinista que dio su vida para evitar que un tren estallara en Nacozari, Sonora.

- República Dominicana: 
  - Día del Deporte.[8]

### Santoral católico

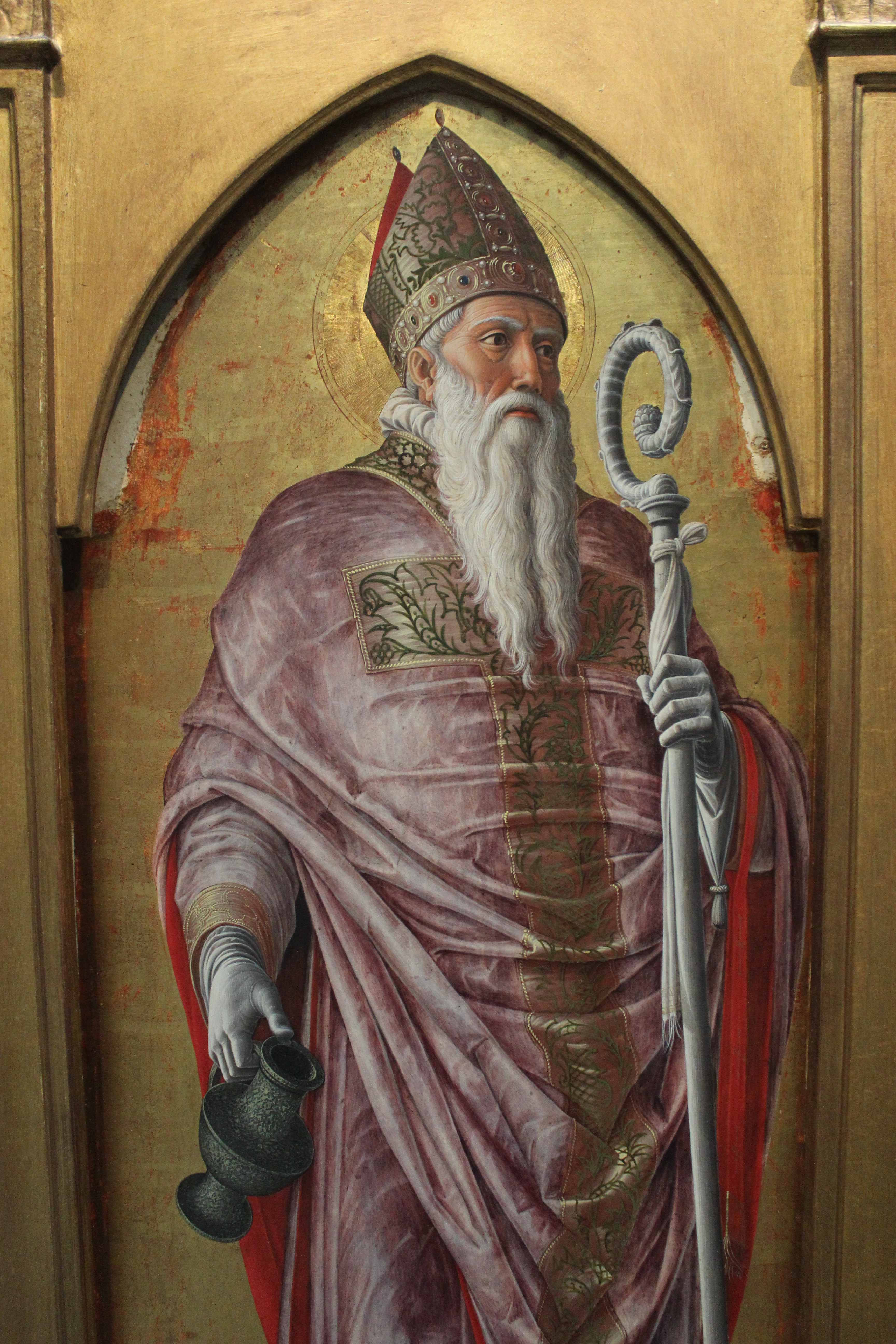
San Prosdócimo.

- San Prosdócimo de Padua (f. 100), obispo.[9]
- San Hierón de Melitene y compañeros (f. 300).
- San Atenodoro de Neocesarea (f. 304), obispo.
- San Amaranto de Albi (s. IV), mártir.
- San Herculano de Perugia (f. 594), obispo y mártir.
- San Baldo de Tours (f. 552), obispo.
- San Cungaro de Congresbury (s. VI), abad.
- San Florencio de Estrasburgo (f. 693), obispo.
- San Wilibordo de Utrech (f. 739), obispo.
- San Lázaro de monte Galesio (f. 1054), estilita.
- San Engelberto de Colonia (f. 1225), obispo.
- San Vicente Grossi (f. 1917), presbítero.
- Santos Jacinto Castañeda y Vicente Lê Quang Liêm (f. 1773), presbíteros y mártires.
- San Pedro Wu Guosheng (f. 1814), catequista y mártir.
- Beato Antonio Baldinucci (f. 1717), presbítero.

 Por países
(Por orden alfabético)
- Ecuador:
  - Día del Maestro Católico. En homenaje al natalicio de San Hermano Miguel, un destacado pedagogo y miembro de la comunidad religiosa de los Hermanos Cristianos. Instituido en 1997, este día honra su legado y el papel fundamental de la educación católica en el país.[10]